# Campionati europei di bob 1979
I Campionati europei di bob 1979, tredicesima edizione della manifestazione organizzata dalla Federazione Internazionale di Bob e Skeleton, si sono disputati dal 27 gennaio al 4 febbraio 1979 a Winterberg, in Germania, sulla pista Bobbahn Winterberg. La località della Renania Settentrionale-Vestfalia ha quindi ospitato le competizioni europee per la prima volta nel bob a due uomini e nel bob a quattro.

## Risultati

### Bob a due uomini
La gara si è svolta il 27 e il 28 gennaio 1979 nell'arco di quattro manches.
| Pos. | Atleti                                     | Nazione        | Tempo   | Distacco |
| ---- | ------------------------------------------ | -------------- | ------- | -------- |
|      | Bernhard Germeshausen Hans-Jürgen Gerhardt | Germania Est   | 3:50.16 |          |
|      | Erich Schärer Ulrich Bächli                | Svizzera       | 3:51.36 | +1.20    |
|      | Meinhard Nehmer Bogdan Musiol              | Germania Est   | 3:51.80 | +1.64    |
| 4    | Stefan Gaisreiter Heinz Busche             | Germania Ovest | 3:52.83 | +2.67    |
| 5    | Fritz Sperling Franz Köfel                 | Austria        | 3:53.01 | +2.85    |
| 6    | Peter Schärer Max Rüegg                    | Svizzera       | 3:53.40 | +3.24    |
| 7    | Horst Schönau Andreas Kirchner             | Germania Est   | 3:53.50 | +3.34    |
| ...  | ...                                        | ...            | ...     | ...      |

### Bob a quattro
La gara si è svolta il 3 e il 4 febbraio 1979 nell'arco di quattro manches.
| Pos. | Atleti                                                                   | Nazione          | Tempo   | Distacco |
| ---- | ------------------------------------------------------------------------ | ---------------- | ------- | -------- |
|      | Meinhard Nehmer Jochen Babock Bernhard Germeshausen Hans-Jürgen Gerhardt | Germania Est-1   | 3:42.46 |          |
|      | Erich Schärer Ulrich Bächli Tony Rüegg Hansjörg Trachsel                 | Svizzera-1       | 3:43.19 | +0.73    |
|      | Horst Schönau Horst Bernhardt Bogdan Musiol Andreas Kirchner             | Germania Est-2   | 3:43.78 | +1.32    |
| 4    | Stefan Gaisreiter Hans Wagner Heinz Busche Manfred Schumann              | Germania Ovest-1 | 3:43.79 | +1.33    |
| 5    | Peter Schärer Max Rüegg Eigenmann Armin Baumgartner                      | Svizzera-2       | 3:44.03 | +1.57    |
| 6    | Georg Großmann Hans Metzler Hartmann Alex Wernsdorfer                    | Germania Ovest-3 | 3:44.22 | +1.76    |
| ...  | ...                                                                      | ...              | ...     | ...      |
| 9    | Bernhard Lehmann Detlef Richter Matthias Trübner Eberhard Weise          | Germania Est-3   | 3:45.10 | +2.64    |
| ...  | ...                                                                      | ...              | ...     | ...      |

## Medagliere
| Pos.   | Paese        | Oro | Argento | Bronzo | Totale |
| ------ | ------------ | --- | ------- | ------ | ------ |
| 1      | Germania Est | 2   | 0       | 2      | 4      |
| 2      | Svizzera     | 0   | 2       | 0      | 2      |
| Totale | Totale       | 2   | 2       | 2      | 6      |